# Robustheit
Der Begriff Robustheit (lat. robustus, von robur Hart-, Eichenholz) bezeichnet die Fähigkeit eines Systems, Veränderungen ohne Anpassung seiner anfänglich stabilen Struktur standzuhalten. Meist ist es sinnvoll anzugeben, wogegen das System robust ist (z. B. gegen Änderung der Umgebungstemperatur oder gegen Fehlbedienung).
Ein robustes System ist im Allgemeinen stabil, widerstandsfähig, resilient und zuverlässig.
Der Gegensatz zur Robustheit ist die Zartheit, Zerbrechlichkeit oder Fragilität als ein störungsanfälliger und leicht verletzbarer Zustand.

## Robustheit in verschiedenen Disziplinen

### Informatik
In der Informatik und Softwareentwicklung bedeutet der Begriff „Robustheit“ die Eigenschaft eines Verfahrens, auch unter ungünstigen Bedingungen noch zuverlässig zu funktionieren. Robustheit, auch als „Fehlertoleranz“ bezeichnet, zählt zu den Qualitätskriterien für Software.
Beispiele für entsprechende Vorkehrungen sind das Verhindern undefinierter Zustände und „Systemabstürze“ (z. B. durch vollständiges und detailliertes Auswerten von Antwortcodes nach der Ausführung von Unterprogrammen oder Systemaufrufen) und insbesondere das Abfangen fehlerhafter Benutzer- oder Dateneingaben (wie ungültiger Kommandos/Funktionscodes, falscher Formate in Datenfeldern usw.).
So weit wie möglich sollte ein „Spektrum sinnvoller Reaktionsmöglichkeiten, abhängig von der Situation“ definiert und angewendet werden, was je nach Erwartungshaltung hohen Implementierungsaufwand bedeuten kann.
Trotzdem wird eine hundertprozentige Robustheit nicht erreichbar sein, etwa, wenn erforderliche Komponenten der Systemsoftware fehlen oder nicht korrekt arbeiten. Doch selbst in solchen Fällen kann ein Computerprogramm u. U. noch eine möglichst aussagefähige Fehlermeldung erzeugen und sich kontrolliert selbst beenden.

### Interaktionsdesign
Beim Entwerfen von Schnittstellen in Interaktionsdesign, Softwareentwicklung und Datenverarbeitung kommt es insbesondere bei kritischen Anwendungen auf die Robustheit gegen Benutzungsfehler an.

### Wirtschaft
In der Industrie wird der Begriff „Robuster Produktionsprozess“ verwendet. Für die Automobilindustrie gibt es hierzu einen VDA-Band in der Reihe „Das gemeinsame Qualitätsmanagement in der Lieferkette“ mit dem Titel „Produktherstellung und -lieferung, Robuster Produktionsprozess“. Danach zeichnet sich ein robuster Produktionsprozess dadurch aus, dass er gegen unerwünschte Einflussgrößen unempfindlich ist und eine termin- und abrufgerechte Produktion mit ausgezeichneter Qualität unter Einhaltung des geplanten wirtschaftlichen Aufwandes sicherstellt.
Im Qualitätsmanagement wird auch die Taguchi-Methode eingesetzt, um die Auswirkung von Störeinflüssen auf einen Prozess zu minimieren.

### Analytik, Diagnostik
In der Analytik oder Diagnostik erlaubt die Robustheit eines analytischen Systems eine bestimmte Variabilität der zu analysierenden Probe (z. B. Probenvorbehandlung nicht erforderlich) und/oder anderer definierter physikalischer Parameter während des Messvorganges und liefert trotzdem reproduzierbare und standardisierbare Ergebnisse.

### Statistik
In der Inferenzstatistik bedeutet Robustheit, dass z. B. ein Test selbst bei verletzten Voraussetzungen (z. B. keine Normalverteilung, zu kleine Stichprobe) verlässlich arbeitet und sich der Fehler 1. und 2. Art nur geringfügig ändert. Bei mangelnder Robustheit entstehen durch Voraussetzungsverletzungen vermehrt Fehler 1. Art oder 2. Art und führen entweder zu progressiven (fälschliche Verwerfung der Nullhypothese) oder konservativen Entscheidungen (fälschliches Beibehalten der Nullhypothese). Für weitere Informationen siehe Robuste Schätzverfahren, Robuste Regression, M-Schätzer, Bruchpunkt, Ausreißer.

### Biologie
Robustheit eines biologischen Systems ist die evolutionäre Beständigkeit eines bestimmten Merkmals oder einer Eigenschaft in einem System unter Störungen oder Unsicherheitsbedingungen. Robustheit in der embryonalen Entwicklung ist Kanalisierung.